# Chibchatalen
De Chibchatalen vormen een taalfamilie die inheems is in het Isthmo-Colombiaanse gebied, dat zich uitstrekt van oostelijk Honduras tot noordelijk Colombia en bevolkingen van deze landen omvat, evenals Nicaragua, Costa Rica en Panama. De naam is afgeleid van de naam van een uitgestorven taal genaamd Chibcha of Muysccubun, ooit gesproken door de mensen die leefden op de Altiplano Cundiboyacense waarvan de stad Bogotá de zuidelijke hoofdstad was ten tijde van de Spaanse Conquista.
Genetische en taalkundige gegevens geven aan dat het oorspronkelijke centrum van de Chibcha-talen en de Chibcha-sprekende volkeren mogelijk niet in Colombia lag, maar in het grensgebied van Costa Rica en Panama, waar de grootste verscheidenheid aan Chibcha-talen is geïdentificeerd.
De nazaten van de oorspronkelijke Chibcha zijn de Muisca, de Guane, de Lache, de Tairona en de Chitarero. Vroeger kwamen de Chibcha ook ten noorden van Colombia voor, tot in het huidige Costa Rica. In die gebieden zijn deze taal en cultuur tegenwoordig uitgestorven. Vermoedelijk ligt de oorsprong van de Chibcha juist in deze Midden-Amerikaanse gebieden waar de oorspronkelijke Chibcha nu niet meer te vinden zijn.
Tegenwoordig wordt de term "Chibcha" ook gebruikt voor een aantal indianen-groepen in Midden-Amerika. Dit betreft culturen die verwant zijn aan de oorspronkelijke Chibcha, en die tegenwoordig onder die naam bekendstaan.
- In Honduras: de Pech;
- In Nicaragua: de Rama;
- In Costa Rica: de Maleku, de Corobicí, de Bribri, de Cabécar, de Teribe;
- In Panama: de Movere, de Ngabere, de Buglere, de Dorasque en de Kuna (ook in het uiterste noordwesten van Colombia);
- In Colombia: de U'wa, de Wiwa, de Kankuamo, de Ika, de Kogui, de Bari, de Chimila